# Alseuosmiaceae
Die Alseuosmiaceae sind eine Pflanzenfamilie in der Ordnung der Asternartigen (Asterales). Die acht bis elf Arten sind nur in Neuseeland, im östlichen Australien und Neukaledonien beheimatet.

## Beschreibung

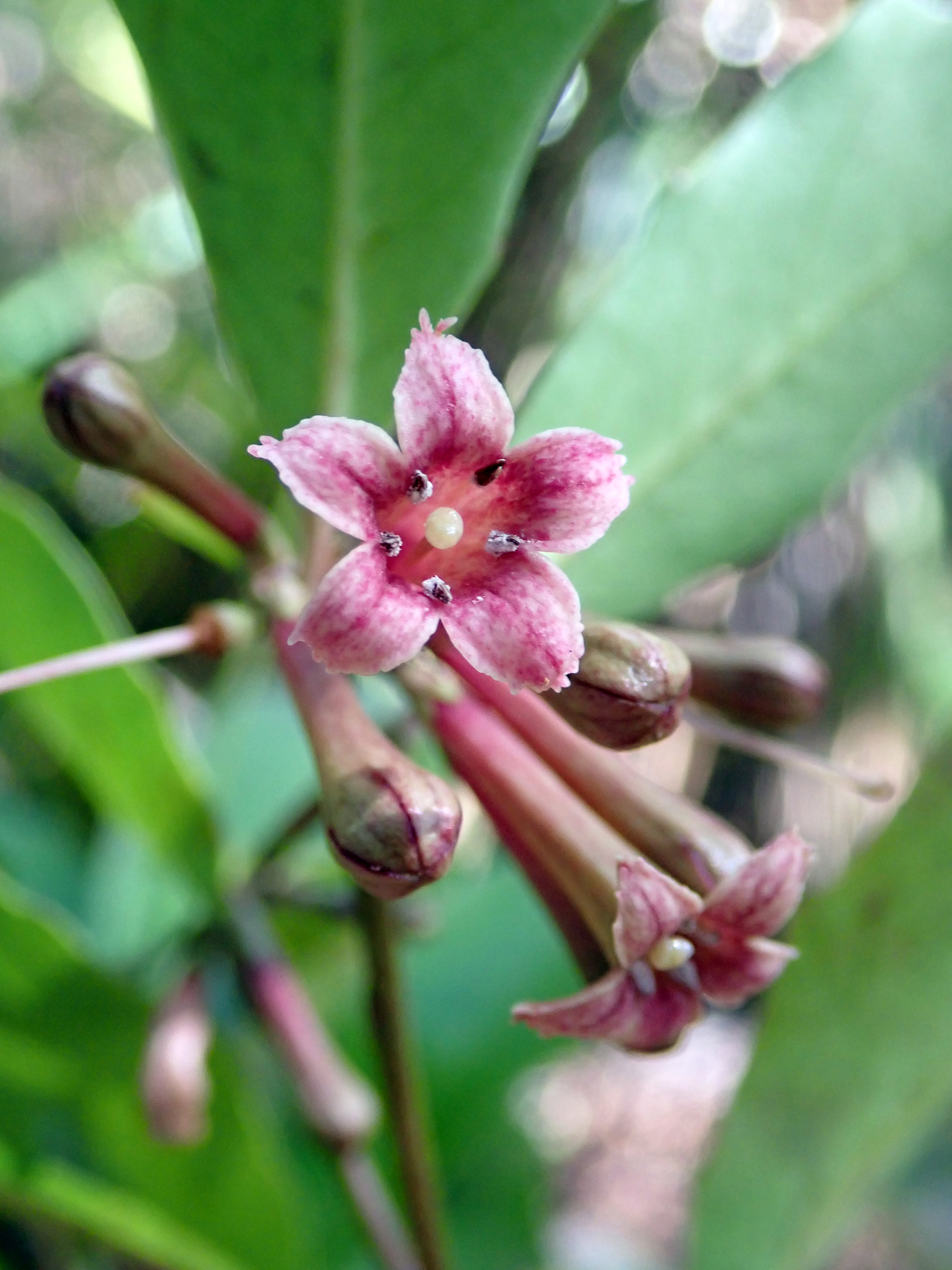
Alseuosmia ×quercifolia

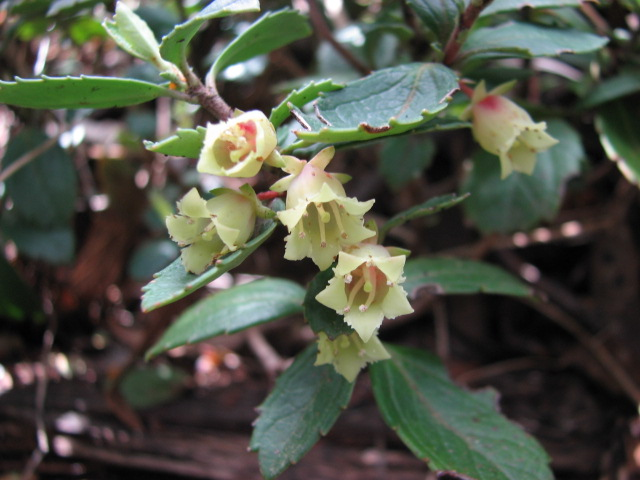
Zweig mit Laubblättern und Blüten von Wittsteinia vacciniacea

### Vegetative Merkmale
Es sind meist Sträucher oder selten Halbsträucher. Die Laubblätter sind wechselständig und spiralig oder in Scheinquirlen an den Zweigen angeordnet. Die einfachen Blattspreiten haben einen gesägten oder gezähnten Blattrand. Nebenblätter fehlen.

### Generative Merkmale
Die Blüten stehen einzeln, bündelig in den Blattachseln oder selten in traubigen Blütenständen zusammen.
Die zwittrigen, radiärsymmetrischen Blüten sind meist fünfzählig (selten vier- oder siebenzählig) und duften bei einigen Arten. Die Kelchblätter sind frei. Die Kronblätter sind verwachsen. Die vier bis sieben Staubblätter sind untereinander frei, aber mit den Kronblättern verwachsen. Zwei Fruchtblätter sind zu einem (manchmal nur teilweise) unterständigen Fruchtknoten verwachsen.
Als Diaspore (Ausbreitungseinheit) dient die Beere, die sehr kleine Samen enthält und oft von Kelchblättern umgeben ist.

## Systematik und Verbreitung
Die Familien Alseuosmiaceae wurde durch Herbert Kenneth Airy Shaw aufgestellt. Typusgattung ist Alseuosmia A.Cunn. Ein Synonym für Alseuosmiaceae Airy Shaw ist Platyspermataceae Doweld.
Die Familien Alseuosmiaceae, Phellinaceae und Argophyllaceae bilden eine verwandtschaftliche Gruppe innerhalb der Asterales. Die Gattungen dieser Familie wurden früher zum Beispiel in die Familien Caprifoliaceae, Rubiaceae, Rutaceae, Ericaceae und Epacridaceae eingeordnet.
Das Verbreitungsgebiet umfasst nur Neuseeland, das östliche Australien sowie Neukaledonien und vielleicht Neuguinea.
Die Familie enthält drei bis fünf Gattungen mit etwa acht bis elf Arten:
- Alseuosmia A.Cunn.: Die vier bis sechs Arten kommen nur in Neuseeland vor:[3]
  - Alseuosmia banksii A.Cunn.: Es ist wohl die Art mit den am süßesten duftenden Blüten der neuseeländischen Flora. Es gibt zwei Varietäten.
    - Alseuosmia banksii A.Cunn. var. banksii: Sie kommt auf der Nordinsel Neuseelands nur von Te Paki bis zur Nähe der nördlichen Stadtgrenze von Auckland vor.
    - Alseuosmia banksii var. linariifolia R.O.Gardner: Sie kommt auf der Nordinsel Neuseelands nur von Kaitaia bis etwa Kaiwaka vor.

  - Alseuosmia macrophylla A.Cunn.: Sie kommt nur auf jeweils Teilen der Nordinsel sowie Südinsel Neuseelands vor.
  - Alseuosmia ×quercifolia A.Cunn. (= Alseuosmia banksii A.Cunn. × Alseuosmia macrophylla A.Cunn.): Sie kommt nur auf der Nordinsel Neuseelands vor.
  - Alseuosmia pusilla Col.: Sie kommt nur auf der Nordinsel sowie Südinsel Neuseelands vor.
  - Alseuosmia turneri R.O.Gardner: Sie kommt nur auf der Nordinsel Neuseelands vor.
- Crispiloba Steenis: Sie enthält nur eine Art:
  - Crispiloba disperma S.Moore: Sie kommt nur im nordöstlichen Teil des australischen Bundesstaates Queensland vor.
- Periomphale Baill. (Syn.: Memecylanthus Gilg & Schltr.): Sie enthält nur eine Art:
  - Periomphale neo-caledonica (Gilg. et Schltr.) Steenis (Syn.: Memecylanthus neo-caledonicus Gilg & Schltr.): Dieser Strauch kommt nur in Neukaledonien vor.
- Wittsteinia F.Muell. (Syn.: Pachydiscus Gilg & Schltr.): Sie enthält nur drei Arten:
  - Wittsteinia balansae (Baill.) Steenis (Syn. Periomphale balansae Baill.): Dieser Strauch kommt nur in Neukaledonien vor.
  - Wittsteinia vacciniacea F.Muell.: Dieser Halbstrauch kommt nur im australischen Bundesstaat Victoria vor.
  - Wittsteinia papuana (Steen.) Steenis: Vorkommen nur in Papua-Neuguinea.